# Sittwe
Sittwe, antiga Akyab, és una ciutat de Birmània, capital de l'estat Rakhine (Arakan) a la confluència del riu Kaladan i el riu Lemyo. Té una població (2006) de 181.000 habitants. El seu nom vol dir "El lloc on es troba la guerra" a causa del fet que el rei birmà Bodawpaya i els soldats del regne d'Arakan es van trobar en aquest lloc el 1784 (els birmans van guanyar) i ell lloc es va dir en arakanès Saite Twêy que els birmans van transformar en 'Sittwe'; el seu nom anterior era Magh. La població és de majoria budista amb una forta minoria de rohingya musulmans (40%). La ciutat disposa d'aeroport.

## Història
La capital d'Arakan des del final del segle X era generalment a Mrohaung (Myohoung). Arakan fou conquerit per Birmània el 1784. La persecució dels rebels arakanesos va portar a Birmània a la guerra contra els britànics; el rei birmà va ocupar l'illa de Shahpuri, entre Akyab i Bengala, que era britànica; Lord Amherst va declarar la guerra el 24 de febrer de 1824. Dues columnes dirigides pel general Morrison i Sir Archibald Campbell van iniciar operacions i la primera va entrar a Arakan; el 2 de febrer de 1825 les tropes angleses van creuar el Naaf des de Chittagong i després d'una marxa sense oposició van arribar a Mrohaung el 28 de febrer amb suport d'una petita flota dirigida pel comodor Hayes; 9.000 birmans defensaven la ciutat; el primer atac fou rebutjat (29 de març) però fou conquerida al segon atac (31 de març-1 d'abril). El 24 de febrer de 1826 es va signar el tractat de Yandabu que va posar fi a la guerra i convertia Tenasserim i Arakan en territoris britànics.
Els britànics van traslladar la capital d'Arakan a Akyab el 1826, i s'hi va establir una guarnició. El territori estava força despoblat però els que havien fugit dels birmans van retornar en els següents anys. El districte britànic d'Akyab tenia 13.817 km² i una població el 1881 de 359.706 habitants. El districte fou administrat per un subcomissionat, un assistent-comissionat, vuit extra assistents-comissionats, un magistrat, un oficial d'impostos (Akhun-wun), un superintendent de policia, un cirurgià civil, un enginyer executiu, un recaptador de duanes, un cap de mestres, un subinspector d'escoles, un superintendent de telègrafs i un cap de correus. El districte estava dividit en 126 cercles (114 anomenats kywon o illes, a les planes; i 12 khyaung o rius a les parts altes). El nombre total de pobles era de 1928. Cada cercle era administrat per un oficial nadiu (thugyi). Cada cercle tenia entre 3 i 20 pobles; cada poble tenia un cap local.
La vila d'Akyab, abans un poble pescador, va començar a créixer després del 1826 i va arribar a 15.536 habitants el 1861, i va esdevenir municipalitat el 1874. El 1872 tenia 19.230 habitants, el 1881 eren 33.998, el 1891 eren 37.938 i el 1901 eren 35.680 sempre en gran majoria musulmans.

## Galeria

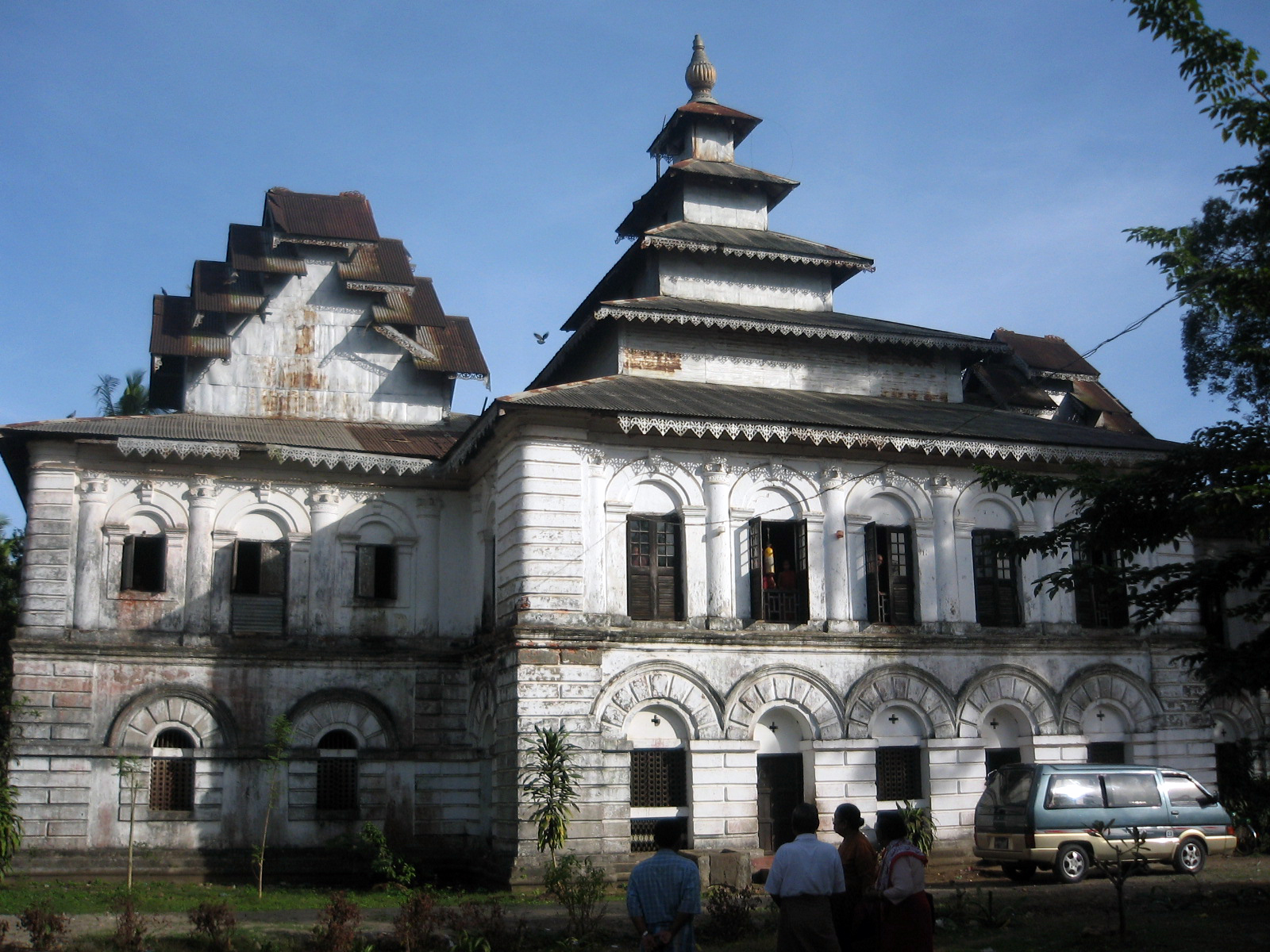
Monestir d'U Ottama
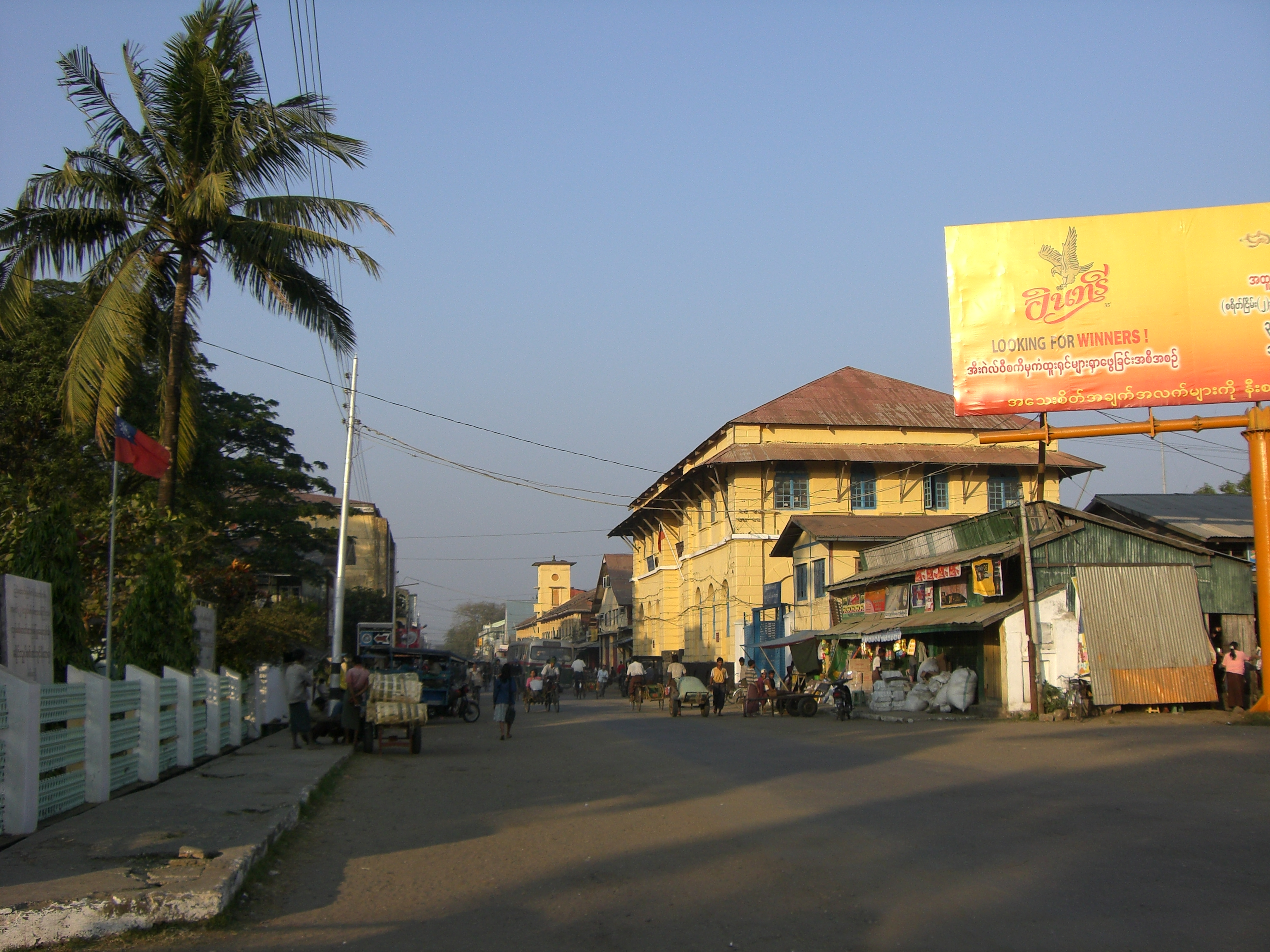
Carrer principal
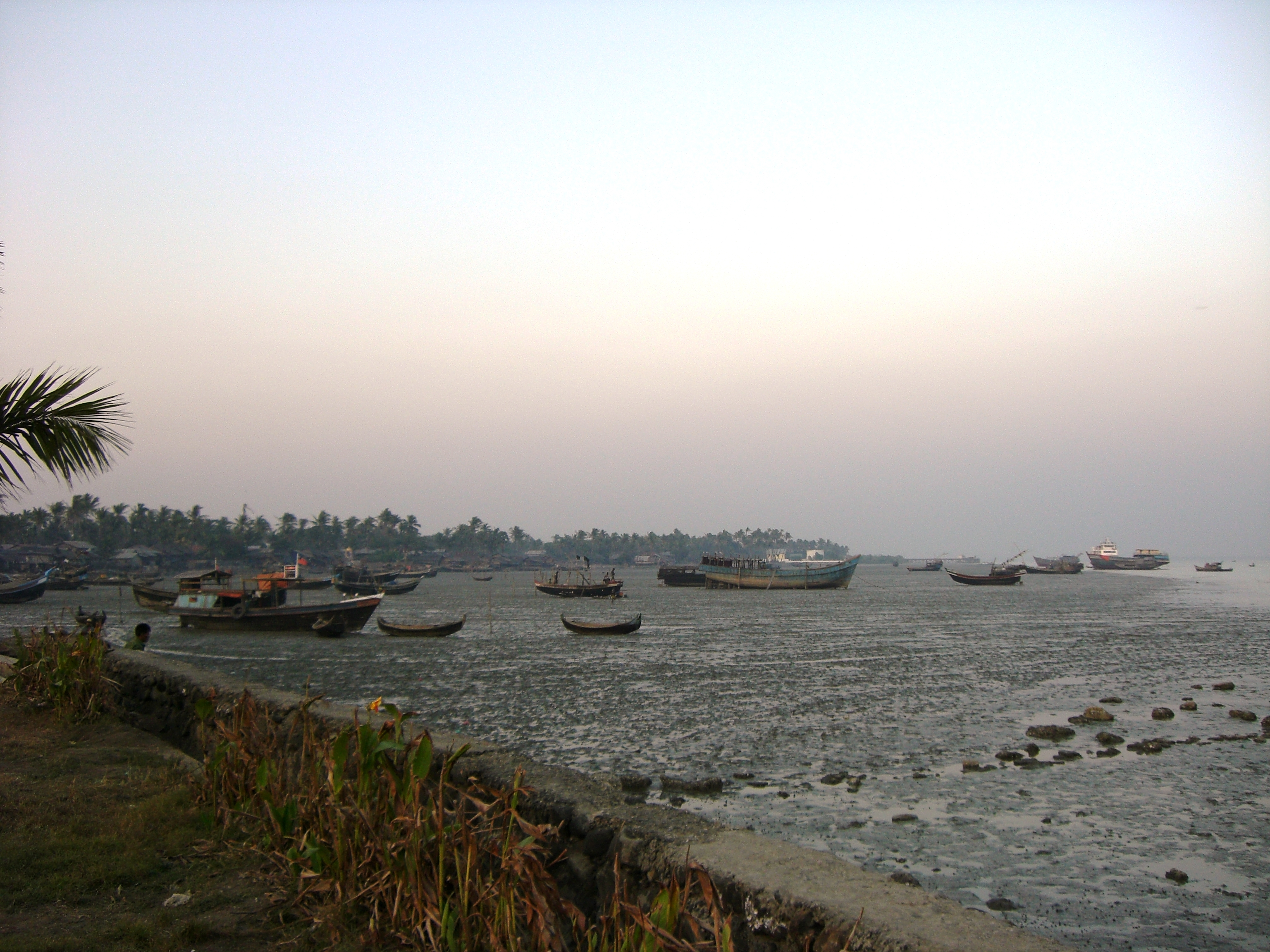
costa
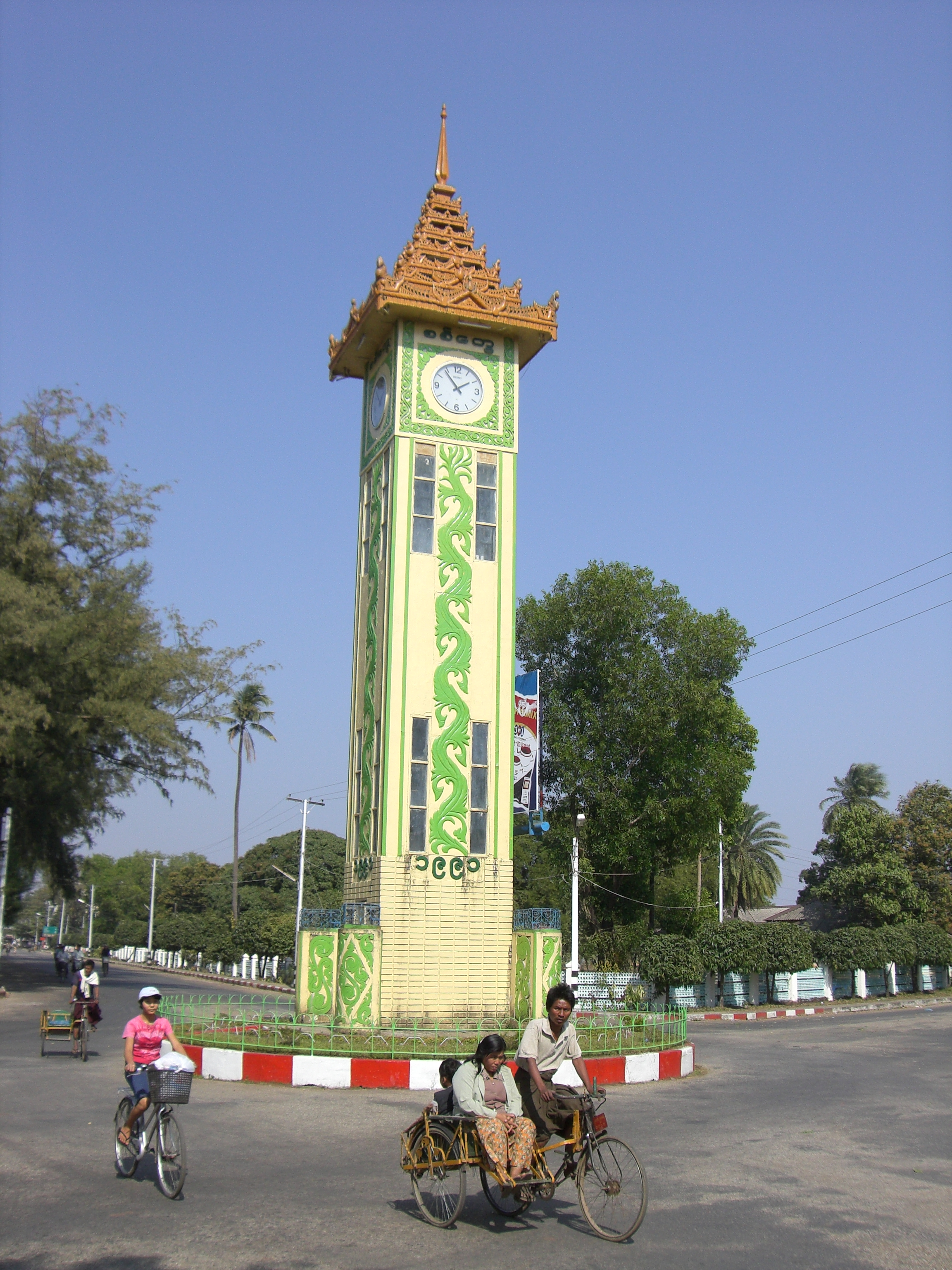
Torre del rellotge